# مذنب هالي
مذنب هالي (/ˈhæli/ أو /ˈheɪli/), يشار إليه رسميا 1P / هالي, هو مذنب قصير الدورة، مرئي من الأرض كل خمسة وسبعين أو ستة وسبعين عاما.
هالي هو المذنب الوحيد ذو الدورة القصيرة الذي يُرى بالعين المجردة من الأرض بشكل متكرر. وهو أيضا المذنب الوحيد الذي يمكن أن يُرى بالعين المُجرّدة مرتين في حياة الإنسان.
ظهر آخر مرة المذنب هالي في الأجزاء الداخلية من النظام الشمسي في عام 1986، وسوف يظهر بعد ذلك في منتصف 2061 م.
لوحظت عودة المذنب هالي إلى النظام الشمسي الداخلي وسُجلت من قبل علماء الفلك على الأقل منذ سنة 240 قبل الميلاد.
وقد قُدمت سجلات واضحة لشكل المذنب ترجع إلى الصينيين والبابليين وفي العصور الوسطى في أوروبا.
لكن لم يُتأكد أنها عودة ظهور نفس المذنب في ذلك الوقت، وتم تحديد دورات المذنب الأولى في عام 1705 من قبل عالم الفلك الإنجليزي إدموند هالي، الذي أطلق إسمه عليه[بحاجة لمصدر]. أعطى اسمَ مذنب هالي، علماء فرنسيون تنبؤوا بالشهر الذي سيجيء فيه المذنب في عام 1759، نسبة إلى عالم الفلك إدموند هالي الذي كان قد توفى في عام 1742. من بين هؤلاء العلماء، قد يذكر ألكسيس كليروت ونيكول-رين لوبوت ونيكولاس لويس دو لكيل.
بمجيء مذنب هالي إلى جانب الأرض عام 1986، صار هذا المذنب أولَ مذنب يلاحظ بشكل دقيق ملاحظات سجلتها المركبات الفضائية، موفرة
بيانات الرصد الأولى على بنية نواة المذنب وآلية ذؤابة المذنب وتشكيل ذيل المذنب.
وأيدت هذه الملاحظات العديد من الفرضيات منذ فترة طويلة بشأن بناء المذنب، وخاصة نماذج «كرات الثلج القذرة» لفريد ويبل، الذي توقع بشكل صحيح أن مذنب هالي سيتألف من خليط من الثلوج المتطايرة - مثل المياه، ثاني أكسيد الكربون، والأمونيا - والغبار الكوني. وتقدم البعثات أيضا البيانات التي تبنت إصلاحا جوهرياً وإعادة تكوين لهذه الأفكار على سبيل المثال، ويعتبر الآن إن سطح المذنب هالي يتكون معظمهُ من المواد الترابية، غير المتطايرة، وأنه يتكون من جزء جليدى ضئيل.

## النطق
مذنب هالي عادة ينطق /ˈhæli/, هالي, متوافقا مع لفظ كلمة Valley ( الوادي) ، أو/ˈheɪli/, هيلي ,متوافقا مع لفظ كلمة Daily (يوميا) . تهجئة اسم إدموند هالي خلال حياته شملت  هيلي، هالي، هايلي، هالي، هولي ، و  هاولى ، لذلك فإن نطقها المعاصر غير مؤكد.

## حساب المدار
مذنب هالي هو أول مذنب اعتُرف به ذي مدار دوري. حتى عصر النهضة، الإجماع الفلسفي حول طبيعة المذنبات اعتبرها اضطرابات في الغلاف الجوي للأرض، متوافقا مع نظرة أرسطو لهن.
وقد دحضت هذه الفكرة في عام 1577 من قبل عالم الفلك الدانماركي تيخو براهي، الذي استخدم قياسات حول التزيح حيث أظهرت أن المذنبات يجب أن تكمن وراء القمر.
كان عدد كبير من الناس غير مقتنعين بأن المذنبات تدور حول الشمس، وأعتقد بدلا من ذلك أنها يجب أن تتبع مسارات مستقيمة عبر النظام الشمسي.
في عام 1687، نشر إسحاق نيوتن كتابه الأصول الرياضية للفلسفة الطبيعية، الذي بيّن قوانينه حول الجاذبية والحركة.
وكان عمله على المذنبات غير مكتمل بالتأكيد.
على الرغم من أنه شك في ان اثنين من المذنبات اللتَين ظهرتا في عامي 1680م و 1681م كانتا نفس المذنب قبل وبعد مرورهما وراء الشمس (تم الإثبات في وقت لاحق أن ذلك كان صحيحا، من أجل ذلك انظر المذنب الكبير عام 1680)، ، لم يستطع إدماج المذنبات تماما في نموذجه.
في نهاية المطاف، صديق نيوتن، رئيسَ تحرير وناشرا، إدموند هالي، استعمل قوانين نيوتن الجديدة من أجل حساب تأثير جاذبية الكوكبين المشتري وزحل للمذنبات، ناشرا نتائجه عام 1705 في كتاب له عنوانه خلاصة علم فلك المذنبات.
جمع هالي على الأقل أربعة وعشرين ملاحظة حول المذنبات. حسب أن العناصر المدارية لمذنب ثان شوهد في عام 1682 تشبه شبها شديدا العناصر المدارية لمذنبين شوهدا الأول منهما في عام 1531 (لاحظه بتروس أبيانوس) والثاني (لاحظه يوهانز كيبلر) في عام 1607.
. وبالتالي فقد خلص أدموند هالي إلى أن المذنبات الثلاثة، في الواقع، هي نفس الكائن الذي يعود كل ستة وسبعين سنة. اكتشف فيما بعد أن هذه الفترة تتغير بين أربع وسبعين وتسع وسبعين سنة. بعد تقدير تقريبي للاضطرابات التي قد يتعرض لها المذنب بسبب جاذبية الكواكب، تنبأ هالي برجوع المذنب في عام 1758. توفي هالي في عام 1742 قبل أن يُكتب له مشاهدة رجوع المذنب المرجو عام 1758.
ثبت التنبؤ بأن عودة المذنب هالي حتمية، على الرغم من أنه لم يطلع عليها حتى 25 ديسمبر 1758، من قبل يوهان جورج باليتزخ، وهو مزارع ألماني وعالم فلك من الهواة. ولم يمر من خلال أوج (فلك). حتى 13 مارس 1759، وقد ثبت أن جذب كوكب المشتري وزحل للمذنب قد تسبب في تخلفه 618 يوما  تم حساب هذا التأثير قبل عودته (مع وجود خطأ في شهر واحد إلى 13 أبريل) من قبل فريق من ثلاثة علماء رياضيات فرنسيين هم ألكسيس كليروت وجيروم لالاند، ونيكول-رين لوبوت. لم يكن إدموند هالي يعيش ليرى عودة المذنب، كما انه توفي في1742. وقد جاء تأكيد عودة المذنب كان أول شيء وقت آخر من الكواكب تبين للدوران حول الشمس. وهي أيضا واحدة من أقدم التجارب الناجحة من ميكانيكا كلاسيكية، وذلك دليل واضح على قوتها التفسيرية. وقد سمي المذنب لأول مرة على شرف إدموند هالي بواسطة الفلكي الفرنسي نيكولاس لويس دو لكيل في 1759 .
بعض المفكرين يعتقدون أن علماء الفلك في بلاد الرافدين في القرن الأول بعد الميلاد قد علموا بمذنب هالي دوريا. تعتمد هذه النظرية على مقطع في التلموذ يشير إلى نجمة تظهر كل سبعين سنة فتؤدي بقباطنة السفن إلى التيهان.

## دورة المذنب ومساره

دوران المذنب حول الشمس

دورة مذنب هالي تغيرت بين أربع وسبعين سنة وتسع وسبعين سنة منذ أول ظهور له لاحظه الإنسان عام 240 ق.م. المذنبات عموماً تدور حول الشمس في مدارات إهليجية (على شكل قطع ناقص) واسعة المدار (لدرجة قد تمر قرون قبل مرورها قرب الأرض). أقرب نقطة إلى الشمس في مسار المذنب تبعد عن الشمس 0.6 و.ف. هذه النقطة توجد بين مساري عطارد والزهرة. أبعد نقطة عن الشمس في مسار مذنب هالي تبعد عن الشمس 35 و.ف. ما يساوي تقريبا المسافة التي يبعد بها كوكب بلوتون عن الشمس.
مسار مذنب هالي تراجعي، أي أن المذنب يسير في الاتجاه العكسي لحركة الكواكب الأخرى. وهذه المسألة ناذرة في النظام الشمسي.
يصنف مذنب هالي مذنبا قصير الدورة بما أن دورته أصغر من مائتي عام. هناك مذنبات قد تمتد دوراتهن آلاف السنين.
المذنبات تأتي من أطراف المجموعة الشمسية.

## البنية والتكوين
يتكون من نواة ثلجية ضخمة قد يصل قطرها إلى 50 كيلومتراً (كما في مذنب هيل - بوب).
عندما يقترب مذنب هالي من الشمس، كغيره من المذنبات، مكوناته ذات نقطة تبخر منخفضة، تبتدأ في الذوبان من ماء وأحادي أوكسيد الكاربون وثاني أوكسيد الكاربون وثلوج أخرى.
تظهر لها ذيول طويلة وتبدأ بالتآكل تدريجياً (لدرجة أن مذنب هالي بدا في آخر زيارة أصغر من القياسات التي ذكرها هالي عام 1682).

## التاريخ

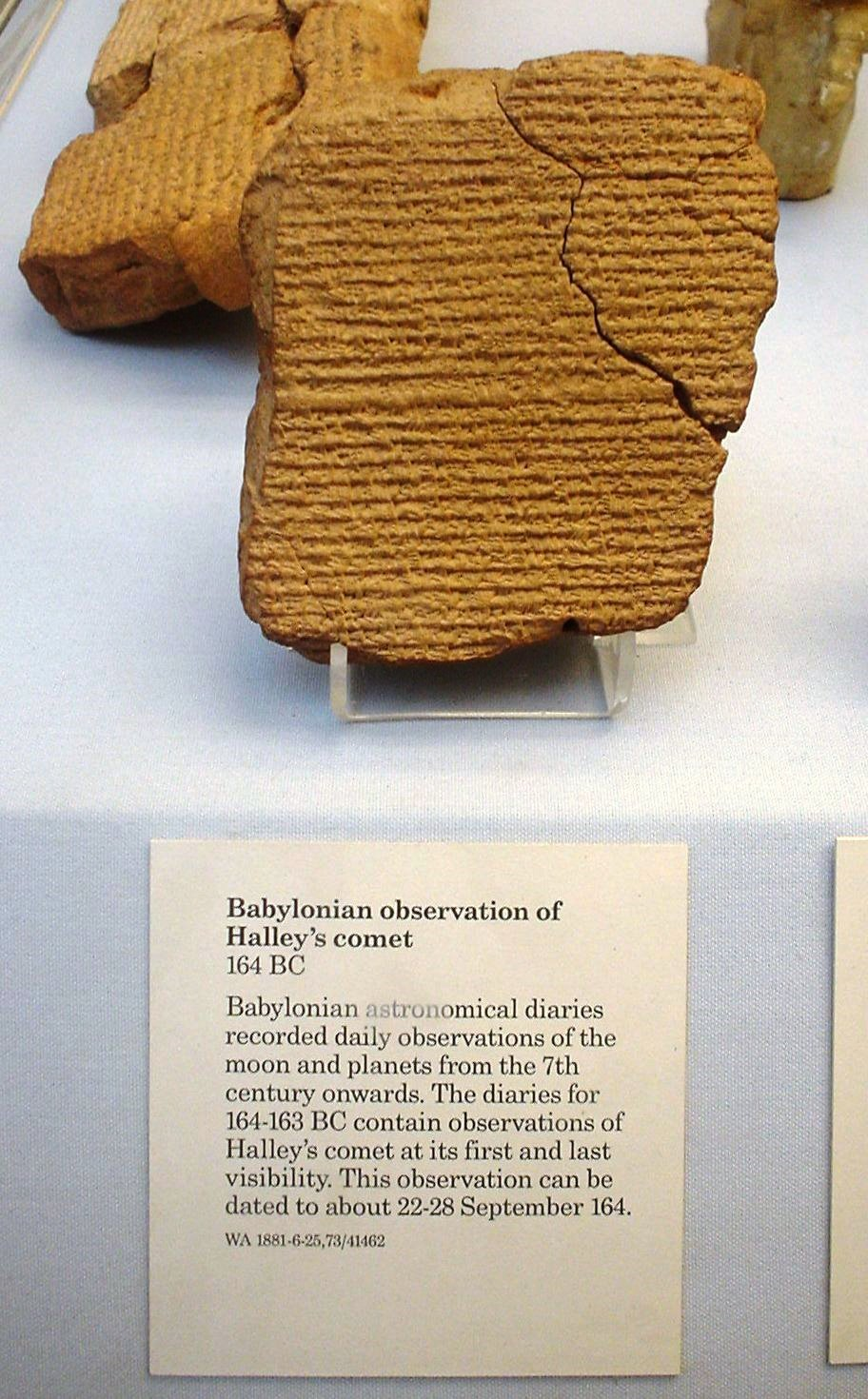
رصد لمذنب هالي مسجلة بالكتابة المسمارية على لوح من الطين بين يوم 22 و 28 من سبتمبر 164 قبل الميلاد، بابل ، العراق. المتحف البريطاني.

سجل المُذنب ظهوراً كُل 75 أو 76 سنة، وفيما يلي يُبين الجدول تواريخ ظهور المُذنب مُنذ تاريخ اكتشافه عام 240 قبل الميلاد وحتى آخر ظهور له في عام 1986.
| التسلسل | سنة الظهور         | اليوم والشهر |
| ------- | ------------------ | ------------ |
| 1       | 240 ق م            | 25 مايو      |
| 2       | 164 ق م            | 12 نوفمبر    |
| 3       | 87 ق م             | 6 أغسطس      |
| 4       | 12 ق م             | 10 أكتوبر    |
| 5       | 66                 | 25 يناير     |
| 6       | 141                | 22 مارس      |
| 7       | 218                | 17 مايو      |
| 8       | 295                | 20 أبريل     |
| 9       | 374                | 16 فبراير    |
| 10      | 451                | 28 يونيو     |
| 11      | 530                | 27 سبتمبر    |
| 12      | 607                | 15 مارس      |
| 13      | 684                | 16 فبراير    |
| 14      | 760                | 20 مايو      |
| 15      | 837                | 28 فبراير    |
| 16      | 912                | 18 يوليو     |
| 17      | 989                | 5 سبتمبر     |
| 18      | 1066               | 20 مارس      |
| 19      | 1145               | 18 أبريل     |
| 20      | 1222               | 28 سبتمبر    |
| 21      | 1301               | 25 أكتوبر    |
| 22      | 1378               | 10 نوفمبر    |
| 23      | 1456               | 9 يونيو      |
| 24      | 1531               | 26 أغسطس     |
| 25      | 1607               | 27 أكتوبر    |
| 26      | 1682               | 15 سبتمبر    |
| 27      | 1759               | 13 مارس      |
| 28      | 1835               | 16 نوفمبر    |
| 29      | 1910               | 2 أبريل      |
| 30      | 1986               | 9 فبراير     |
| 31      | 2061 (مُتوقع ظهوره) | 28 يوليو     |

### المذنب في تاريخ العرب
رغم أن الفضل يعود إلى إدموند هالي في اكتشاف دورية المذنبات لكنه ليس أول من رصدها، فالتراث الإسلامي مثلاً يزخر بوصف مذنبات كثيرة من بينها «هالي» نفسه.. ويتضح هذا من تطابق تواريخ الرصد مع مواعيد ظهور المذنب (التي تتطلب فقط طرح 76عاماً من تاريخ آخر ظهور).. فقد تحدث ابن اياس مثلاً عن ظهور مذنب «هالي» في كتاب بدائع الزهور عام 862 هـ (الموافق 1454 ميلادي). كما سجل ظهوره ابن الأثير عام 619 هـ الموافق 1222 ميلادي، وقبل ذلك سجله المقريزي في رسالة إتحاف الحنفاء عام 379 هـ الموافق 989 ميلادي. كما سجله ابن الجوزي في كتاب المنتظم عام 299 هـ الموافق 913 ميلادي. أما أقدم تاريخ رصد فيه مذنب هالي فجاء في رسالة خاصة للفيلسوف الكندي (وكتاب الكامل في التاريخ لابن الأثير) عام 222 هـ الموافق 837 ميلادي.
يعد التسجيل الأخير أدق وأوضح رصد لمذنب هالي في التراث الإسلامي، فقد ألف عنه الفيلسوف أبو اسحاق الكندي رسالة بعنوان «رسالة خاصة فيما رصد من الأثر العظيم الذي ظهر في سنة اثنين وعشرين ومائتين للهجرة» كما وصفه ابن الأثير في قوله «في سنة اثنين وعشرين ومائتين للهجرة ظهر عن يسار القبلة كوكب ذو ذنب وبقي يُرى نحو أربعين ليلة وكان أول ما طلع من المغرب ثم رني نحو المشرق وكان أبيض طويلاً فهال الناس وعظم أمره عليهم».. وتتحدث الأخبار عن رعب جماعي أصاب الناس في ذلك الوقت اعتقاداً منهم أن كوكباً غريباً سيسقط على الأرض. وحين اختفى عن الأنظار بقي في ذاكرة الناس - لدرجة أن أبي تمام ذكره في قصيدته المشهورة «السيف أصدق أنباء من الكتب» بقوله:

كما أن هناك مذنبات كثيرة - ورد ذكرها في الرسائل العلمية وكتب التراث العربية - لا تتفق مع دورة هالي - ولكنها تتوافق مع مذنبات أخرى تمر بالأرض في أوقات منتظمة. فهناك مثلاً المذنب أنكي صاحب أقصر دورة (3.3أعوام فقط) والمذنب كوهوتيك (نحو 80عاماً) والمذنب هيل - بوب الذي لا يمر بالأرض إلا مرة واحدة كل 4210 أعوام (ولولا مروره بالأرض في يوليو 1995م لما علم بوجوده أحد)!!

### من عام 1531 إلى عام 1759
أثار إدموند هالي الانتباه إلى ظهور المذنب ثلاث مرات من عام 1531 إلى عام 1682، مما مكنه من التنبؤ بأن المذنب إلى رجوع. بدراسته للمعطيات لهذه الظهورات الثلاث (1531م، 1607م، 1682م)، استنتج أن الأمر يتعلق بنفس المذنب، مقدما نتائجه في عام 1996 وقائلا:
أنا متأكد، وتؤكدي في ازدياد، أننا شاهدنا هذاه المذنب ثلاث مرات منذ عام 1531. هالي 1695.

### عام 1910
عام 1910 هو أول ظهور للمذنب حيث الفوتوغرافيا كانت قد اكتشفت.

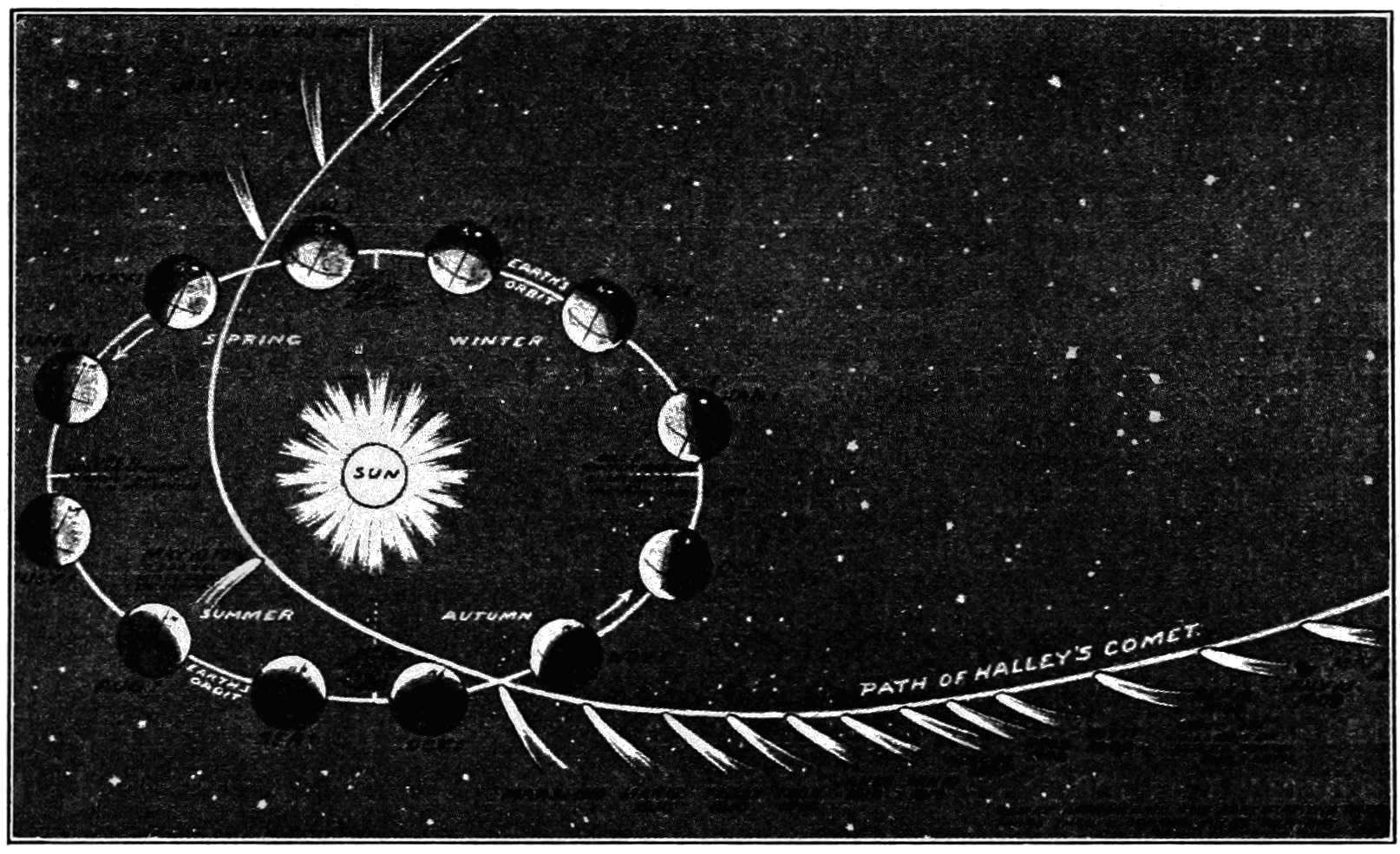
رسم معلوماتي من عدد يناير 1910 من مجلة "Popular Science Monthly" ، يوضح كيف يشير ذيل هالي بعيدًا عن الشمس أثناء مروره عبر النظام الشمسي الداخلي

انظر إلى غاز سيانوجين.

### عام 1986
يعتبر ظهور المذنب في عام 1986 أقل حظا من غيره. مشاهدة المذنب في هذا العام كانت صعبة لأن المذنب والأرض لم يكونا في نفس الجهة بالنسبة إلى الشمس في فبراير عام 1986.

### عام 2061
المرور المقبل لمذنب هالي أمام الشمس منتظر في الثامن والعشرين من يوليوز عام 2061. ستكون مشاهدته أحسن من عام 1985-1986م لأنه سيكون في نفس الجانب بالنسبة إلى الشمس الذي ستكون فيه الأرض. حُسب أيضا أنه سيمر من أمام كوكب المشتري في التاسع من شتنبر عام 2060 مبتعدا عنه بمسافة 0.98 و.ف. (147,000,000 كم)، وبعد ذلك سيمر من أمام كوكب الزهرة وذلك في العشرين من شهر غشت/أغسطس 2061 مقتربا منه إلى حدود 0.0543 و.ف. (8,120,000 كم).

## المذنب في الثقافة العالمية
ارتبط ظهور المذنب وفق معتقدات الأقدمين بكوارث وأحداث عظيمة، فعندما ظهر مذنب هالي في ربيع وصيف عام 1066 م، تم تفسير ذلك على أنه نذير بوفاة الملك هارولد ملك إنكلترا في موقعة هاستنغز التي جرت في شهر تشرين الأول من نفس العام، كما أن عودة هالي في العام 1301 م، ألهمت الفنان الإيطالي جيوتو (بالإيطالية: Giotto) الذي خلّد مرور المذنب بريشته على حائط كنيسة سكروفينيا بمدينة بادوا حيث جعل كرة نارية ذات ذيل طويل ممتد في السماء محل الملائكة في لوحة الفريسك لميلاد عيسى -عليه السلام- التي تمثل قدوم المجوس اهتداءً بالمذنب، ليباركوا الطفل القديس، كما يعتقدون، كما ساد اعتقاد حتى وقت قريب بعلاقة ما بين الهطولات النيزكية (وهي جزيئات صغيرة الحجم خلفتها المذنبات التي دارت حول الشمس، تخترق الغلاف الجوي للأرض على شكل وميض ينتج عن احتراق هذه الجزيئات) وبين الأوبئة التي أصابت البشر بتزامن مع تعرض الأرض لتلك الدفقات النيزكية، حيث كان يعتقد أنها تنشر على كوكبنا كائنات حية دقيقة تسبب تلك الأمراض، وإن كان من المثبت اليوم أن المذنبات تحتوي على المواد العضوية الأساسية «مثل الحموض الأمينية» إلا أن إمكانية نشوء جراثيم حية عليها هو أمر بعيد التصور بسبب الصقيع الكوني الذي تبقى فيه المذنبات.

## اقرأ أيضا
- المذنب العظيم لعام 1843
- مذنب هيل-بوب
- اصظدام المذنب شوميكار-ليفي 9
- مذنب أيسون
- مذنب هيكوتيك
- مذنب وست
- مذنب بويثين
- المذنب C/2022 E3 (ZTF) مذنب 27.01.2023
- المذنب الكبير عام 1680
- مذنب أطلس/3أي